# مشکل سگ
مشکل سگ (به انگلیسی: The Dog Problem) فیلمی محصول سال ۲۰۰۶ و به کارگردانی اسکات کان است. در این فیلم بازیگرانی همچون جووانی ریبیسی، لین کالینز، اسکات کان، کوین کوریگان، مینا سوواری، سارا شاهی، تیتو اورتیز، کیمو لئوپولدو، برایان گودمن، جوانا کروپا، دان چیدل و استیو جونز ایفای نقش کرده‌اند.